# Progress in Cardiovascular Diseases
Progress in Cardiovascular Diseases is een internationaal, aan collegiale toetsing onderworpen wetenschappelijk tijdschrift op het gebied van de cardiologie. Het verschijnt tweemaandelijks.
Het eerste nummer verscheen in 1958.
De naam wordt in literatuurverwijzingen meestal afgekort tot Prog. Cardiovasc. Dis.